# Muchacha de verde con guantes
Joven de verde o Joven de verde con guantes es un cuadro creado por Tamara de Lempicka en 1930, uno de los más conocidos de la artista. Este óleo sobre madera contrachapada es un retrato Art déco de una elegante joven rubia a la última moda, con melena corta ondulada y un vestido verde de mangas capa cortas con guantes y pamela blancos. Se sujeta el ala del sombrero para que no se lo lleve la brisa que la golpea ondulando la seda de su atuendo. El fondo en tonos grises es de reminiscencias cubistas. 
Su cuerpo de formas limpias y amplias que recuerdan a Ingres, la pintora fue descrita por un crítico como "la Ingres perversa", muestra la anatomía trasluciendo bajo la tela sugiriendo la técnica de "paños mojados" de la escultura griega. 
Se conserva en el Museo Nacional de Arte Moderno, en París.